# Hughes Sandrasselotter
Hughes Sandrasselotter (Echis hughesi) ist eine Art der Vipern (Viperidae) und darin zur Gattung der Sandrasselottern (Echis) gehörend. Die Schlange wurde erst 1990 aus Somalia beschrieben, Angaben über ihre Lebensweise sind nicht vorhanden. Wie alle Sandrasselottern hat auch diese Art ein potentes Gift, genaueres ist allerdings nicht bekannt.

## Merkmale
Hughes Sandrasselotter ist eine kleine Sandrasselotter mit einer Körperlänge von 21 bis 32 cm. In ihrer Beschuppung ähnelt sie vor allem der Ägyptischen Sandrasselotter (Echis pyramidum). Die Körperfarbe ist variabel, die Grundfarbe ist meistens dunkelbraun mit einer Serie von hellen, durch dunkle Schuppen eingefassten Rückenflecken. In der Körpermitte besitzt die Schlange 24 bis 25 Schuppenreihen.

## Verbreitung und Lebensraum

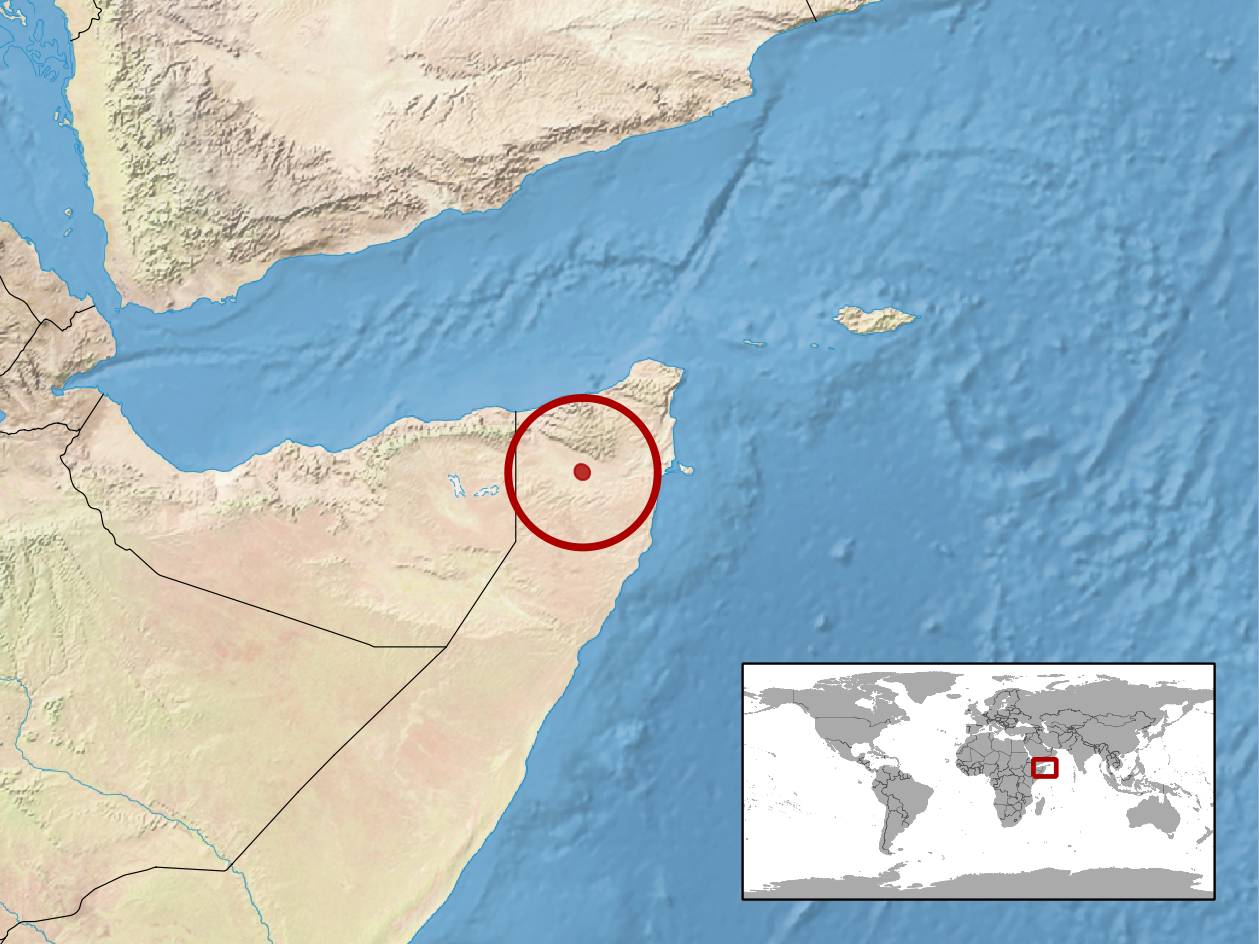
Verbreitungsgebiet

Die Schlange ist bislang nur aus dem nördlichen Somalia aus der Region des nördlichen Migiurtinia nahe Meledin bekannt, als Terra typica gab der Erstbeschreiber „Somalia, 10°02' Nördliche Breite, 49° Östliche Länge“ an."